# Szabbai Szent Szabbász
Szabbai Szent Szabbász, más nevén Megszentelt Szabbász (Mutalaszka, Kappadókia, 439 – Szabbász-lavra, Jeruzsálem mellett, 532. december 5.) szentként tisztelt szerzetes, remete, apát. Tisztelete mind a nyugati, mind a keleti kereszténységben elterjedt.

## Élete
Szabbász Kappadókia egyik kis településén Mutalaszkában született, s korán, ötévesen árvaságra jutott. Nagybátyja gondoskodott az ellátásáról, majd hamar a közeli Flavianae kolostorba adta, hogy ott nevelődjön, s majd később szerzetes legyen belőle. Tizennyolc évesen kérte Nagy Szent Euthümioszt, hogy vegye fel az általa vezetett, Jeruzsálem mellett található kolostorába, de fiatalsága miatt visszautasították. Euthümiosz Szent Theoktisztosz kolostorába küldte, s remeteéletet kezdett élni 467 körül. Hetente öt napot teljes csendben, böjtöléssel és imádsággal töltötte, valamint kosárfonással töltötte napjait. Szombaton és vasárnap a kolostorba ment, ahol részt vett a liturgia ünneplésében.
473-ban meghalt mestere Euthümiosz. Szabbász nem maradt tovább Theoktisztosz kolostorában, ahol a fegyelem hanyatlani kezdett, hanem teljesen egyedül a Holt-tenger melletti Rubán és Kutila pusztaságába vonult vissza. Négy év sivatagi vándorlás után - egy angyal hatására - a Kidron-völgy nyugati sziklafalában egy barlangban telepedett le, amelyet kizárólag egy kötél segítségével lehetett megközelíteni. Életszentségének híre hamar elterjedt, s rövid időn belül számos tanítvány telepedett le a barlangja környékén. Idővel ebből nőtt ki Palesztina legnagyobb remetekolostora, a később nagy hírnévre szert tett Nagy Szabbász-lavra.
Bár ő maga méltatlannak érezte magát, de a jeruzsálemi pátriárka kérésére pappá szentelték. s ezzel egy időben felszentelték a közösség templomát.
Szülei után komolyabb vagyonra tett szert, s ebből zarándokházat építtetett Jerikóban, zarándokok és beteg szerzetesek számára. A jeruzsálemi pátriárka 493-ban a Jeruzsálem közelében és a vele határos pusztaságban lévő remeteségek és remetekolostorok archimandritájává (elöljárójává), Teodószioszt pedig az összes palesztinai kolostor (koinobium) vezetőjévé tette. Ez a megbízatás azzal járt, hogy sokszor ki kellett mozdulnia saját remeteségéből, s közösségi feladatokat kellett ellátnia.
511-ben Szent Illés pátriárka megbízásából követséget vezetett Bizáncba, ahol I. Anasztasziosz bizánci császárt próbálta meg meggyőzni a Khalkédóni zsinat döntésének elfogadására.
Élete folyamatos küzdelemből állt, kifejezetten sokat küzdött a monofiziták ellen.
531-ben ismét követségbe kellett indulnia Bizáncba a szamaritánusok felkelései miatt, s itt találkozott I. Iusztinianosz bizánci császárral, akinek egy látomásban úgy tűnt, mintha a tiszteletreméltó aggastyán fejét a napsugarakból kiinduló fényes koszorú venné körül. Ekkor a császár leborult az idős szerzetes előtt, s áldását kérte, majd hozzájárult, hogy Szabbász egy kórházat építtethessen Jeruzsálemben. A remeteségébe történt hazaérkezése után hamarosan megbetegedett, majd miután kijelölte utódját, 532. december 5-én kora reggel elhunyt.

## Tisztelete
Tisztelete hamar elterjedt a keleti és a nyugati egyházakban is. Életének történetét Cirill Scythopolis szerzetestársa jegyezte le. A keresztes háborúk idején ereklyéi a mai Olaszországba kerültek, ahonnak VI. Pál pápa 1965-ben adta vissza a kolostornak, a keleti egyházak felé való nyitás szelleme jegyében.

## Fordítás
- Ez a szócikk részben vagy egészben  a   Sabbas the Sanctified című angol Wikipédia-szócikk fordításán alapul.  Az eredeti cikk szerkesztőit annak laptörténete sorolja fel. Ez a jelzés csupán a megfogalmazás eredetét és a szerzői jogokat jelzi, nem szolgál a cikkben szereplő információk forrásmegjelöléseként.